# Major MOT-759

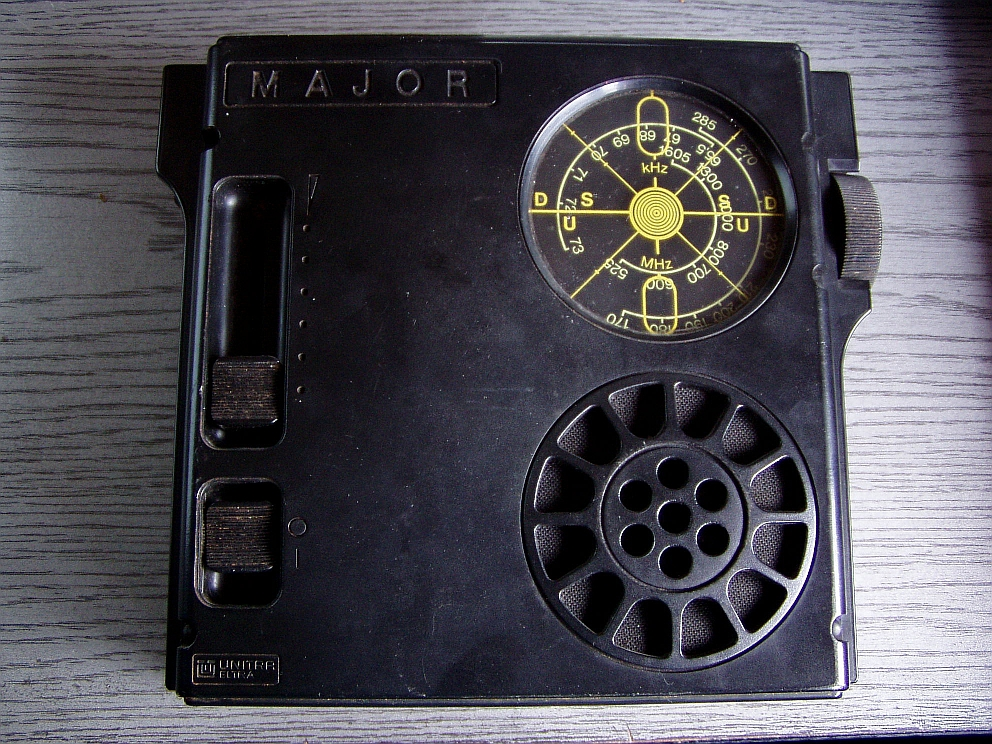
Wygląd z przodu

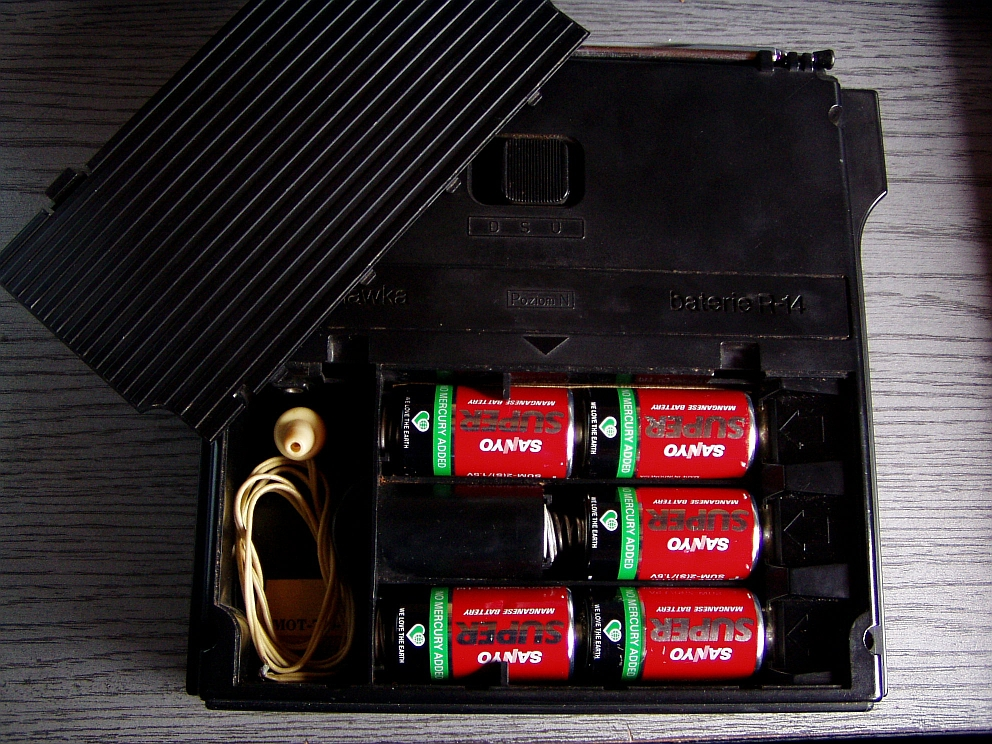
Wygląd z tyłu

Major MOT-759 – przenośny, monofoniczny radioodbiornik produkcji polskiej.
Jeden z modeli w wystroju „military look” o formie zewnętrznej stylizowanej
na sprzęt wojskowy. Produkowany w latach siedemdziesiątych (1976) XX w. przez zakłady
Unitra-Eltra.

## Podstawowe dane techniczne
- zakresy fal:
  - Długie (D) – 170 do 285 kHz
  - Średnie (S) – 525 do 1605 kHz
  - Ultrakrótkie (U) – 65,5 do 73 MHz

- budowa:
  - 5 tranzystorów, 1 układ scalony

- zasilanie:
  - bateryjne 7,5 V – pięć ogniw R14

- wymiary:
  - 190×207×53 mm